# Christian Vieljeux
Christian Vieljeux, nascido a 16 de dezembro de 1893 em La Rochelle e falecido a 2 de março de 1976, foi um armador e político francês.

## Biografia
Christian Vieljeux é o segundo filho de Léonce Vieljeux e Hélène Delmas (sobrinha de Émile Delmas).
Depois de frequentar a escola na sua cidade natal, formou-se na Escola de Altos Estudos Comerciais de Paris (HEC Paris). Serviu na Marinha durante a Primeira Guerra Mundial, recebendo a Croix de Guerre e quatro citações.
Após a guerra, casou com Marguerite Faustin, também de uma família de armadores, e juntou-se ao negócio de armas marítimas da família, a empresa Delmas-Vieljeux, da qual se tornou vice-presidente.
Durante a Segunda Guerra Mundial, foi novamente mobilizado e juntou-se à resistência dentro da rede CND-Castilla. Foi armado cavaleiro da Legião de Honra e condecorado com a Croix de Guerre de 1939 a 1945, com duas citações no final do conflito.
A 21 de outubro de 1945, foi eleito deputado por Carântono Marítimo. Foi reeleito em 2 de junho de 1946 e novamente em 10 de novembro de 1946. Foi então eleito para o Conselho da República em 19 de dezembro de 1946.